# Lophiohippus
Lophiohippus is een geslacht van uitgestorven perissodactyle zoogdieren dat behoort tot de Palaeotheriidae. Het leefde in het Midden-Eoceen (ongeveer 45 - 38 miljoen jaar geleden) en zijn fossiele overblijfselen zijn gevonden in China.

## Naamgeving
De eerste fossielen van dit dier werden in 1970 gevonden in de provincie Yunnan (China), in bodems van het Midden-Eoceen, en werden aanvankelijk beschreven in 1982 als de nieuwe soort Lophialetes yunnanensis door Huang en Qi. Het holotype is IVPP V6508, gebitsresten. Pas in 2017 leidde een herbeschrijving van deze fossielen tot de erkenning als lid van de Hippomorpha en niet van ceratomorfen, en uiteraard de oprichting van het nieuwe geslacht Lophiohippus. De geslachtsnaam is afgeleid van het Grieks lophia, "kam", een verwijzing naar de kamstructuur van de tanden, en hippos, "paard".

## Beschrijving
Lophiohippus moet qua uiterlijk en grootte vaag hebben geleken op een huidige duiker. Het lichaam was waarschijnlijk licht van bouw en de snuit was nogal dun en langwerpig, terwijl het schedelgewelf gezwollen was. Lophiohippus was vergelijkbaar met de meer archaïsche Pachynolophus, vooral wat betreft enkele gebitskenmerken, waaronder de afwezigheid van een mesostyle, de sterk schuine metalofen, de sterk lophodonte molaren, de parastylen die de metastylen van de voorliggende tanden overlapten en zich in een mesiale positie bevinden tot de paracoon en de bovenste derde kies die langer is dan breed, met een grote en buccaal gebogen metastyle. Lophiohippus onderscheidde zich echter van Pachynolophus en andere meer afgeleide geslachten zoals Anchilophus door de grootte van de bovenste derde molaar, veel groter dan de eerste molaar, en door het feit dat de parastylen mesiaal of zelfs linguaal waren gelokaliseerd ten opzichte van de paraconen en niet mesiobuccaal zoals het geval was bij Anchilophus.

## Classificatie
In het bijzonder bleek Lophiohippus lid te zijn van de palaeotheriïden, een groep van perissodactylen vergelijkbaar met paarden, maar met vormen die over het algemeen meer geschikt waren voor het leven in de bossen en met verschillende tandheelkundige specialisaties. Lophiohippus wordt beschouwd als een lid van de Anchilophini-clade, palaeotheriïden die sommige archaïsche kenmerken behouden en die om deze reden in de onderfamilie Pachynolophinae worden geplaatst, met inbegrip van de meer basale palaeotheriïden.